# Mattheus
Pour l’article ayant un titre homophone, voir Matheus.
Mattheus de Andrade Gama de Oliveira dit Mattheus, né le 7 juillet 1994 à Rio de Janeiro, est un footballeur brésilien qui évolue au poste de milieu au Al Nasr Sports Club
Il est le fils de l'ancien champion du monde Bebeto.

## Statistiques
| Saison                | Club                  | Championnat           | Championnat | Championnat | Coupe(s) nationale(s) | Coupe(s) nationale(s) | Compétition(s) continentale(s) | Compétition(s) continentale(s) | Compétition(s) continentale(s) | Total | Total |
| Saison                | Club                  | Division              | M.          | B.          | M.                    | B.                    | Comp.                          | M.                             | B.                             | M.    | B.    |
| 2012                  | Flamengo              | Brasileirão           | 11          | 0           | 0                     | 0                     | -                              | -                              | -                              | 11    | 0     |
| Sous-total            | Sous-total            | Sous-total            | 11          | 0           | 0                     | 0                     | -                              | -                              | -                              | 11    | 0     |
| Total sur la carrière | Total sur la carrière | Total sur la carrière | 11          | 0           | 0                     | 0                     | -                              | -                              | -                              | 11    | 0     |